# Михаел Орачев
Михаел Малинов Орачев (роден на 3 октомври 1995 г.) е български футболист, който играе за ЦСКА 1948. Син на бившия футболист Малин Орачев. Дебютира в А ПФГ с Нефтохимик на 21 юли 2013 г. срещу Литекс (Ловеч).

## Кариера
Орачев играе като плеймейкър или като офанзивен полузащитник, а до лятото на 2013 година е капитан на Черноморец U19. През януари 2013 Орачев и неговият съотборник Стоян Кижев изкарват проби в португалския Маритимо, където са одобрени. Отказ на ръководството на Черноморец да ги пусне при определени условия обаче проваля възможността.

## Статистика по сезони
| Сезон   | Отбор           | Първенство | Мачове | Голове |
| ------- | --------------- | ---------- | ------ | ------ |
| 2012/13 | Черноморец (Бс) | А група    | 0      | 0      |
| 2013/14 | Нефтохимик (Бс) | А група    | 20     | 2      |
| 2014/15 | Черноморец (Бс) | Б група    | 15     | 0      |
| 2015/16 | Поморие         | Б група    | 29     | 2      |